# Chutes Yellowstone
Pour les articles homonymes, voir Yellowstone (homonymie).
Les chutes Yellowstone sont constituées de deux chutes majeures sur la rivière Yellowstone, dans le parc national de Yellowstone, dans le Wyoming, aux États-Unis. Lorsque la rivière Yellowstone coule vers le nord depuis le lac Yellowstone, elle quitte la vallée de Hayden et plonge d'abord sur les chutes Upper Yellowstone, puis sur 400 m en aval sur les chutes de Lower Yellowstone, puis rejoint le Grand Canyon du Yellowstone qui a 304 m de profondeur. 

## Upper Yellowstone Falls (Chutes Supérieures)
Les chutes supérieures mesurent 33 m de haut. Le bord des chutes supérieures marque la jonction entre une coulée de lave à la rhyolite dure et une lave plus fortement érodée.

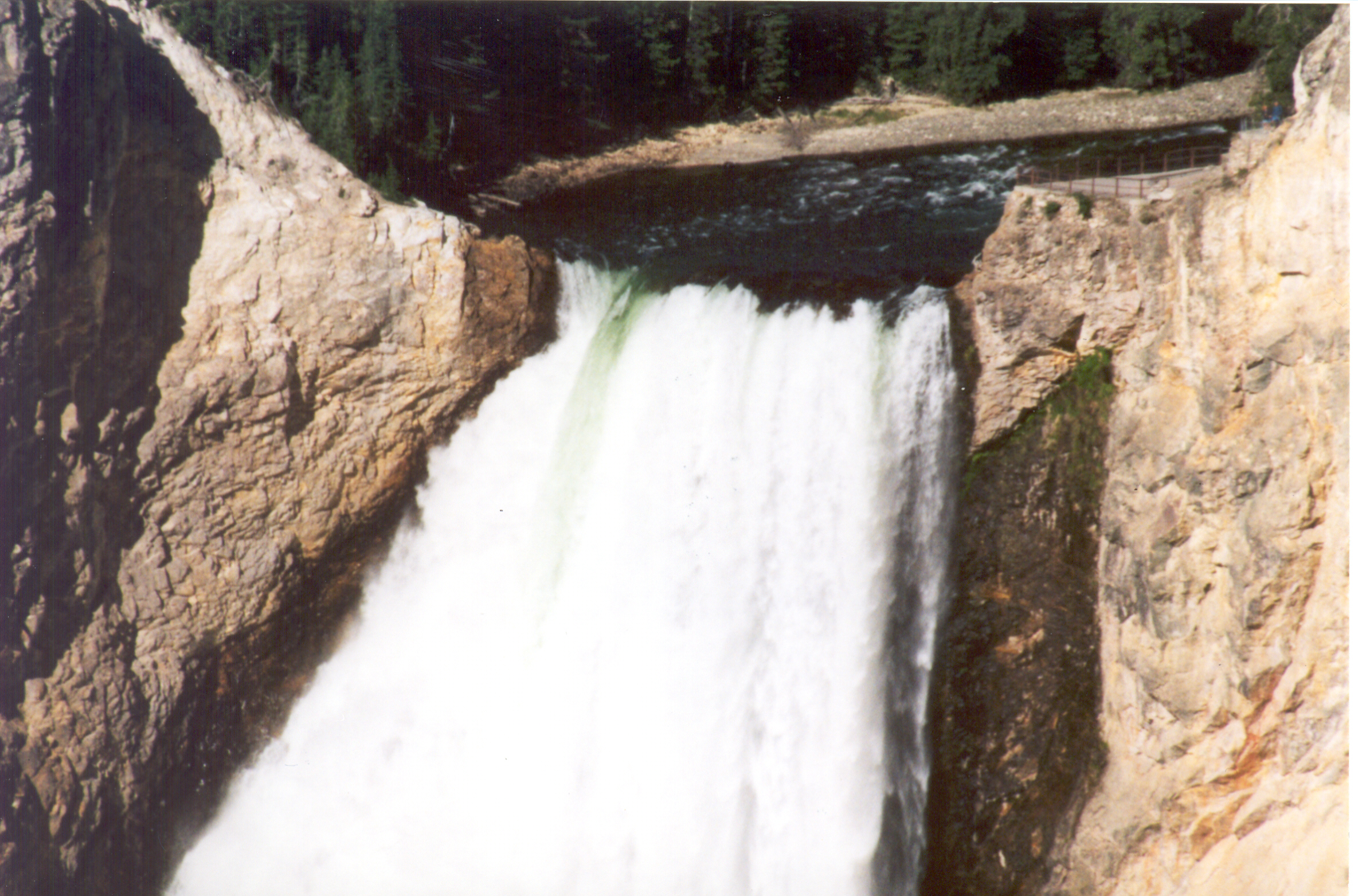
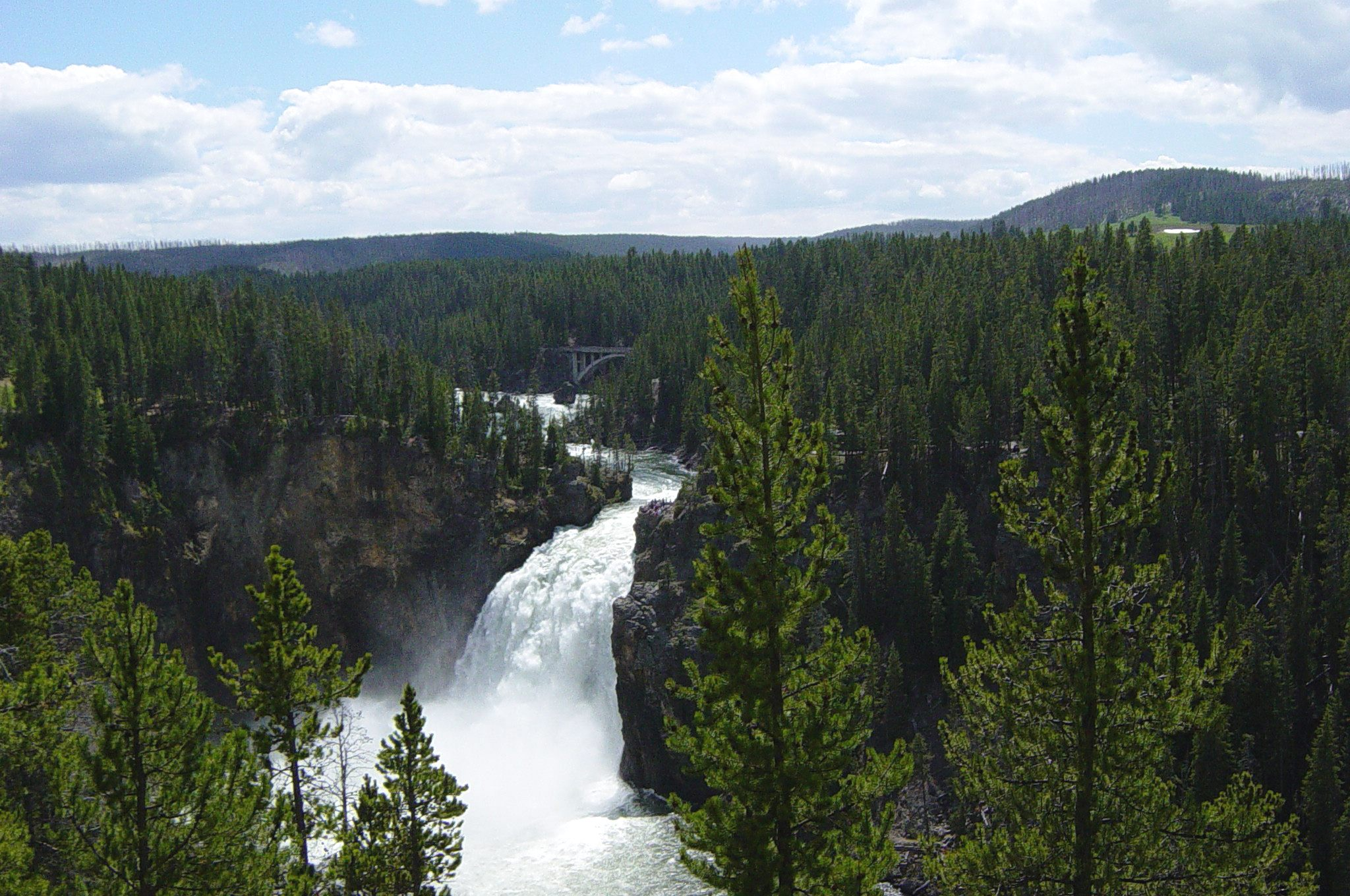
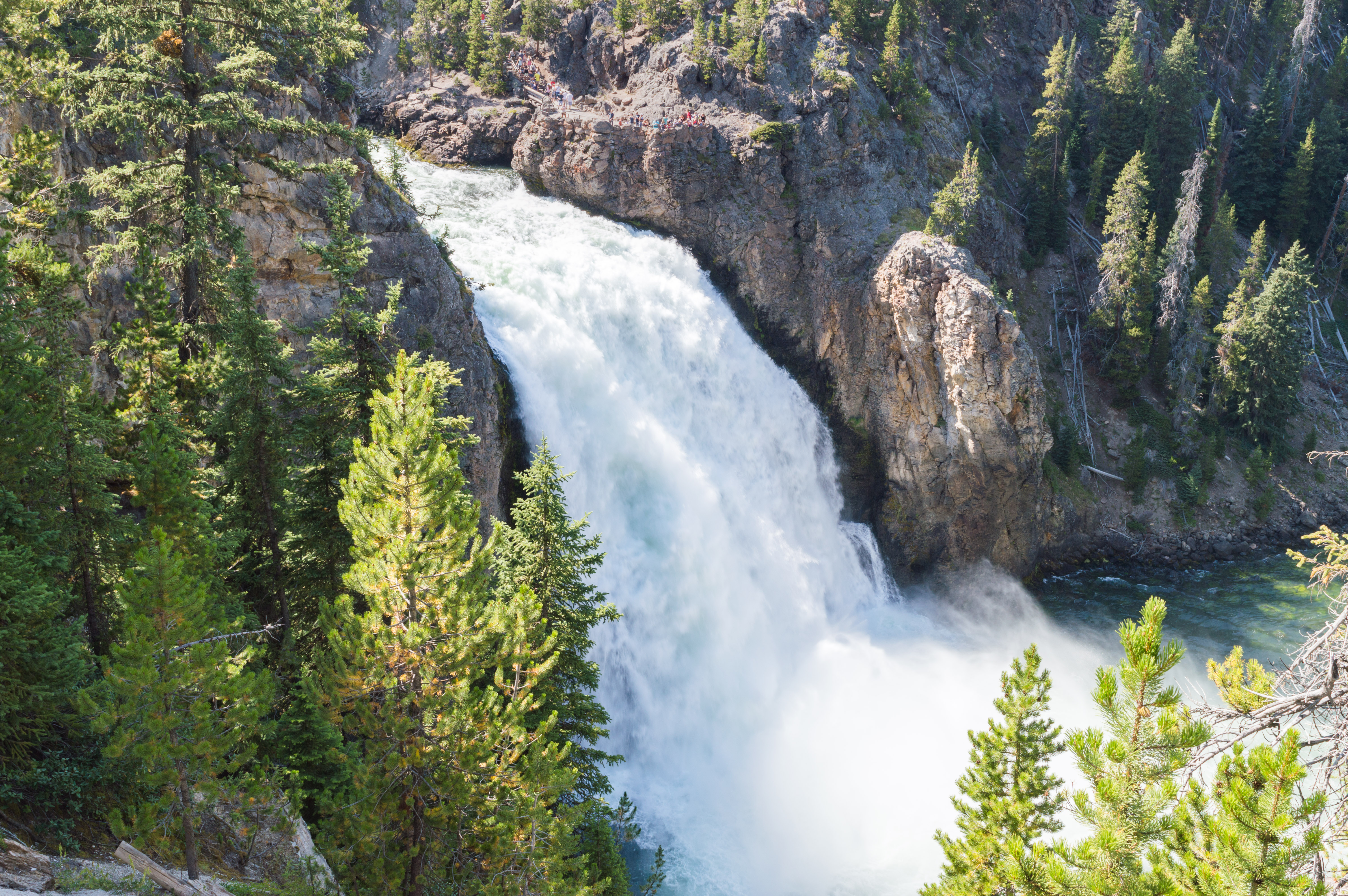

## Lower Yellowstone Falls (Chutes Inférieures)
Cascade de la coulée de lave de la rhyolite Canyon, vieille de 590 000 ans, la Lower Yellowstone Falls est la plus grande chute d’eau des montagnes Rocheuses des États-Unis. Ces chutes font 94 mètres de hauteur, soit près de deux fois la hauteur des chutes du Niagara. Le débit des chutes de Lower Yellowstone est cependant bien inférieur à celui des chutes du Niagara, car la rivière Yellowstone ne fait que 21 mètres de large à l'endroit où elle franchit les chutes inférieures, alors que la rivière Niagara mesure 790 mètres de largeur à l'approche de la ligne de crête des chutes.

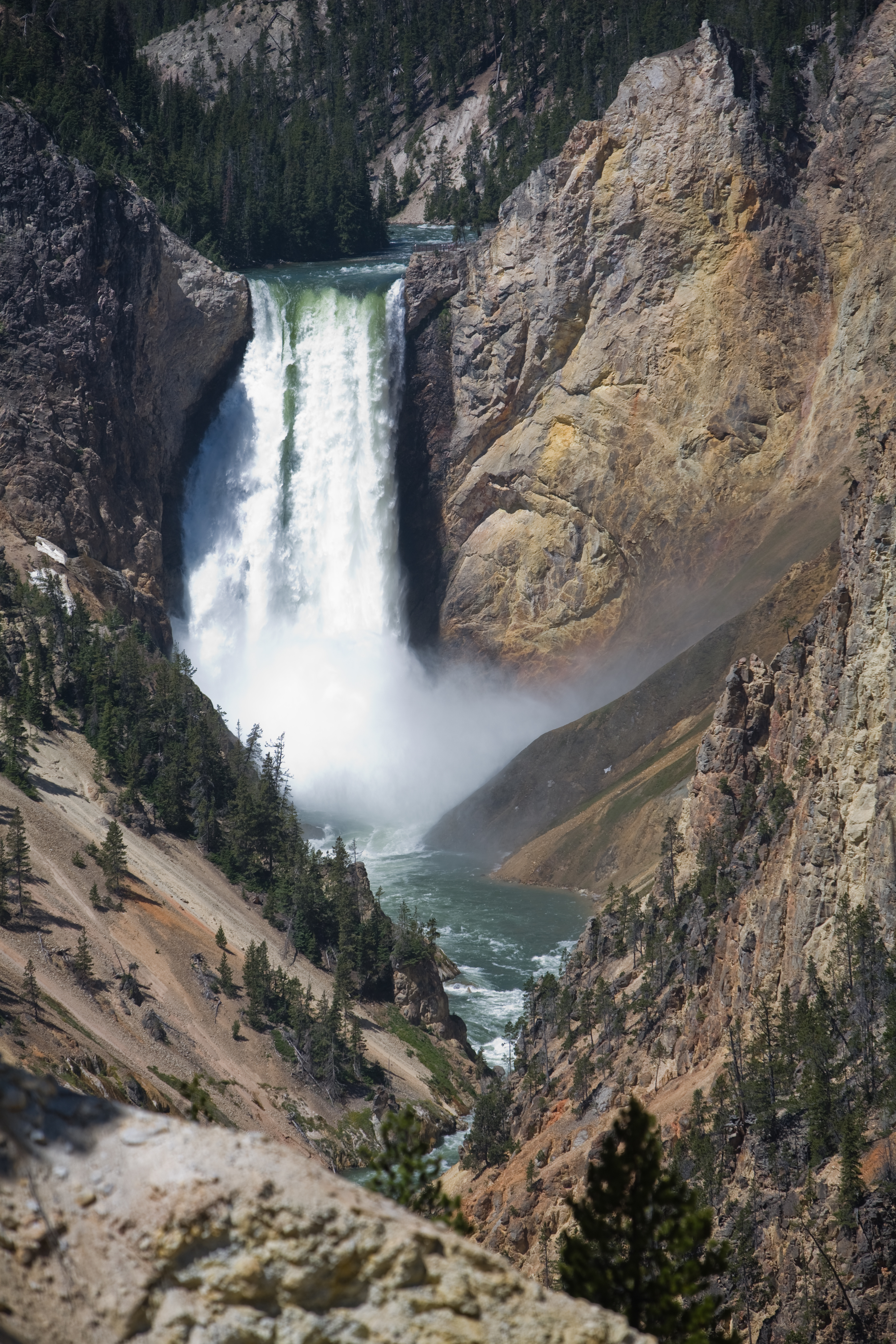
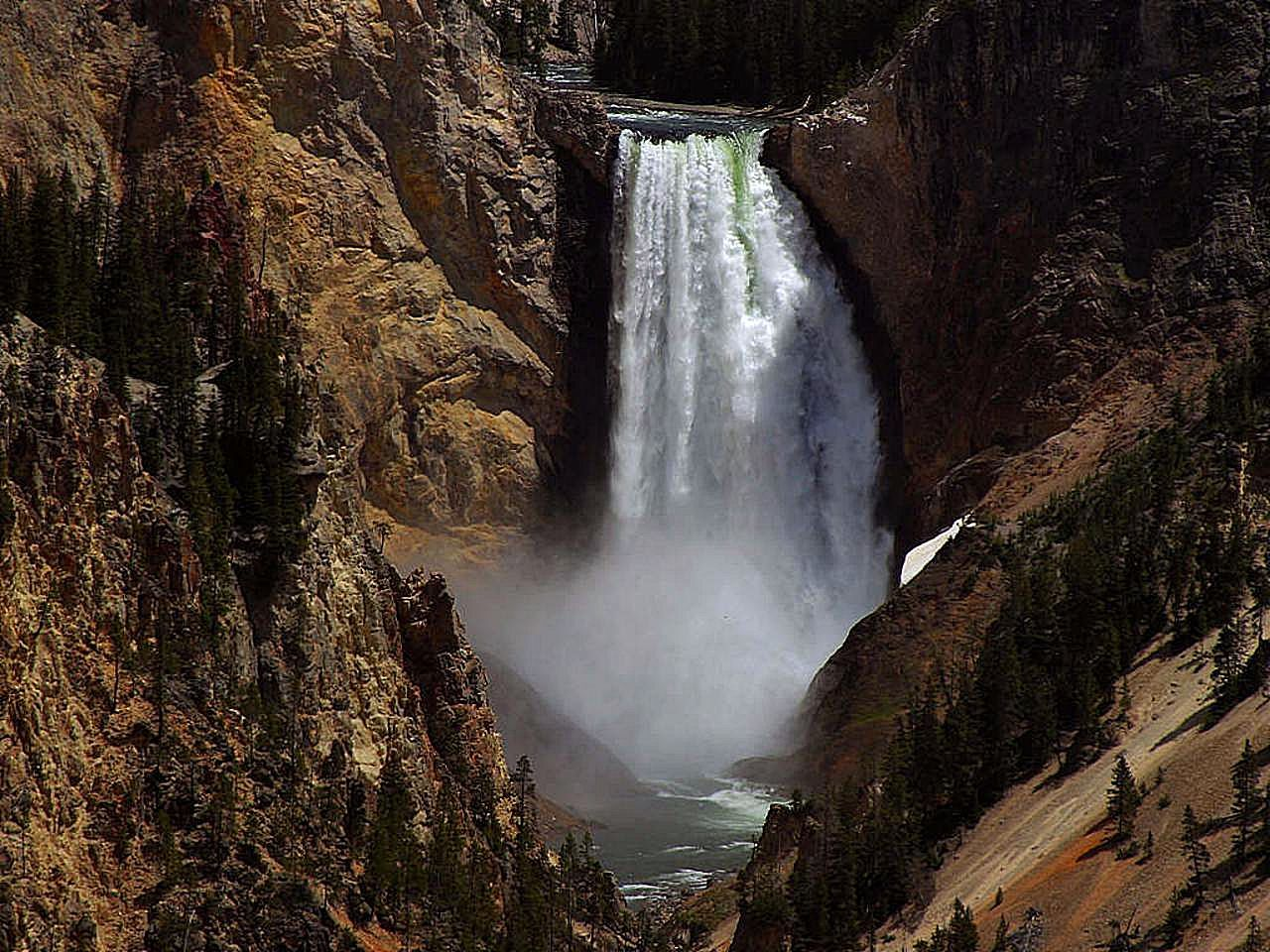
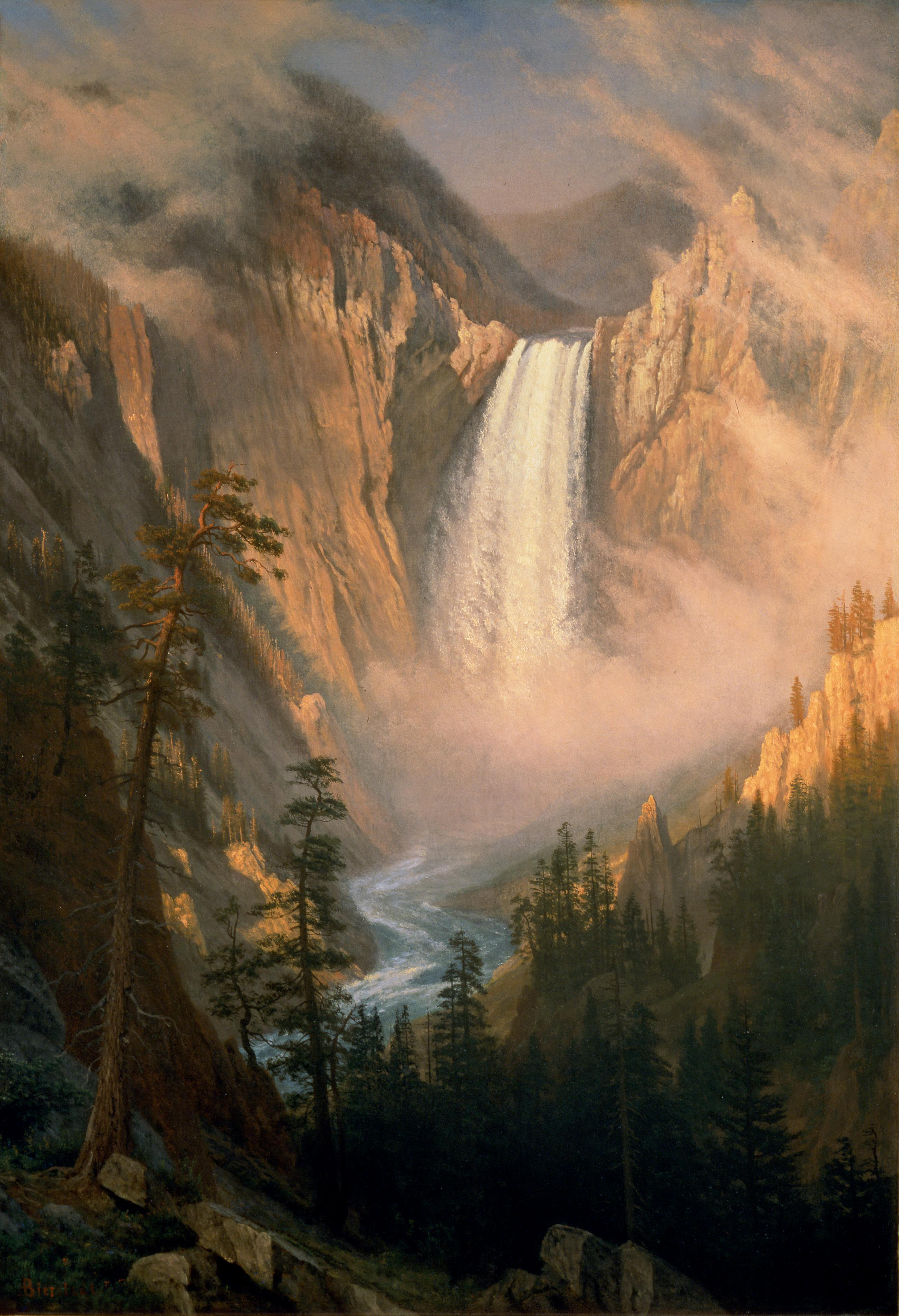

## Histoire

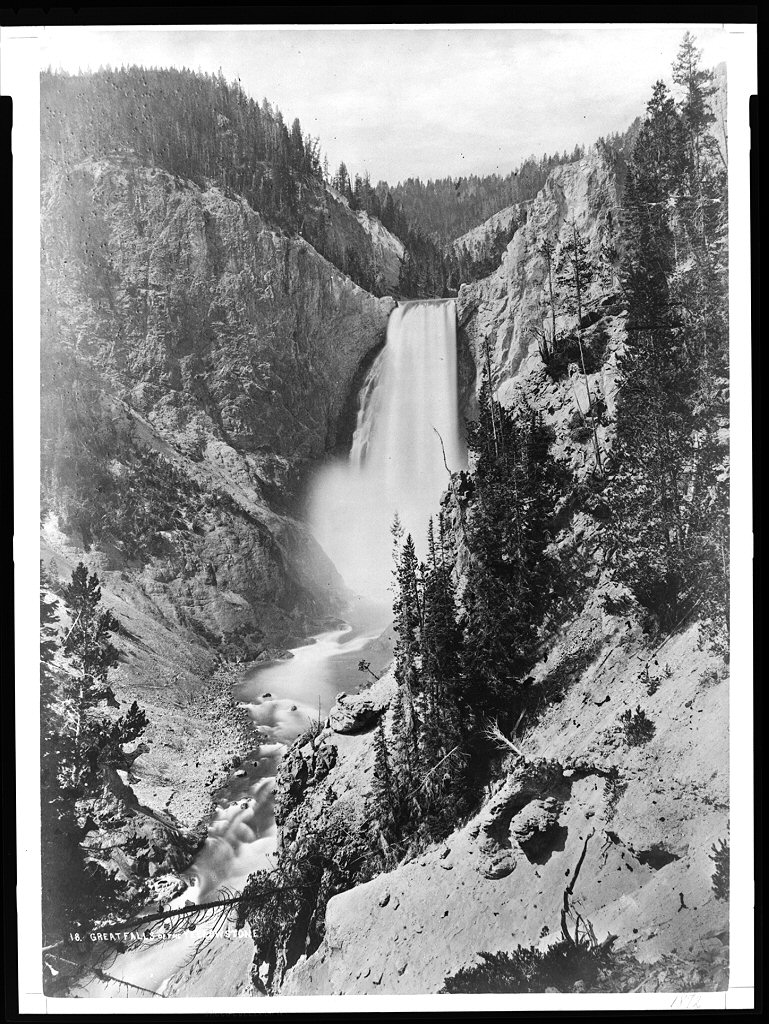
Une des photographies.

Il est probable que les tribus amérindiennes connaissaient les chutes depuis des siècles. Le capitaine William Clark de l'Expédition Lewis et Clark a noté dans son journal qu’il avait entendu parler des chutes, mais il n’a pas cru l’histoire. Le premier Européen à voir les chutes était probablement le trappeur de fourrures français Baptise Ducharme, qui prétendait les avoir vues en 1824, 1826 et 1839. Jim Bridger et son collègue Explorateur James Gremmell ont affirmé avoir visité les chutes en 1846. En 1851, Bridger fournit au père missionnaire Pierre-Jean De Smet une carte indiquant l'emplacement des chutes. L' expédition Cook – Folsom – Peterson, un groupe privé de trois explorateurs a nommé les chutes en 1869 . Les plus anciennes images des chutes ont été dessinées par le soldat Charles Moore, membre de l'escorte américaine de l'expédition Washburn-Langford-Doane qui a exploré la rivière Yellowstone en août-septembre 1870 . Au cours de l'expédition Hayden de 1871, les chutes ont été documentées sur des photographies de William Henry Jackson et, plus tard, sur des peintures de Thomas Moran. En janvier 1887, Frank Jay Haynes prit les premières photographies d'hiver des Lower Falls. 
Au fil des ans, les estimations de la hauteur des Lower Falls ont considérablement varié. En 1851, Jim Bridger estima sa hauteur à 250 pieds (76 m). Un article de journal scandaleux de 1867 situait sa hauteur à "des milliers de pieds". Une carte de 1869 donne aux chutes son nom actuel de Lower Falls pour la première fois et estime la hauteur à 350 pieds (106 m). Cependant, la carte actuelle répertorie les Lower Falls à une hauteur de 308 pieds (94 m). 

## Regards
Aujourd'hui, il existe de nombreux points de vue pour observer les chutes, par exemple l'Artist Point Overlook. La route Canyon Loop longe le côté ouest du canyon avec plusieurs aires de stationnement pour véhicules. Un sentier mène au bord des Lower Falls. Le sentier de l'Oncle Tom descend de l'est par une série d'escaliers fixés aux falaises . 
La région de Lower Falls est située juste au sud et à l'est de Canyon Village, dans le parc national de Yellowstone. Un circuit en boucle à sens unique partant de Canyon Junction et partant du sud en prend un au bord du Grand Canyon de Yellowstone et offre quatre points de vue, dont le premier arrêt sur le sentier menant au sommet des chutes inférieures. La route à sens unique continue à l'est et au nord après les autres points de vue, rejoignant une nouvelle fois la route principale du Grand Loop de Canyon Junction.